# Federazione pallavolistica di Timor Est
La Federazione est-timorese di pallavolo (por. Federação de Voleibol de Timor-Leste, FVTL) è un'organizzazione fondata per governare la pratica della pallavolo a Timor Est.
Organizza il campionato maschile e femminile, e pone sotto la propria egida la nazionale maschile e femminile.
Ha aderito alla FIVB nel 2004.